# Шверштедт (Штраусфурт)
Шверштедт (нем. Schwerstedt) — община в Германии, в земле Тюрингия.
Входит в состав района Зёммерда. Подчиняется управлению Штраусфурт. Население составляет 620 человек (на 31 декабря 2010 года). Занимает площадь 12,62 км².